# Вдовенко Андрій Олександрович
Вдовенко Андрій Олександрович (1998-2022) — старший солдат Збройних сил України, учасник російсько-української війни. 

## Життєпис
Андрій народився 4 вересня 1998 р. в с. Малинове Оленівської громади, Волноваського р-н., Донецької обл.. В 2013 році закінчив Оленівську СШ №1. Навчався у Докучаєвському торговому технікумі. Коли йому було 15, почалася російсько-українська війна. Тому закінчив навчання вже Київському торгово-економічному коледжі в 2016 році.
Андрій вів активний спосіб життя, любив подорожувати, часто з наметом, був дуже легким на підйом, захоплювався різними видами спорту полюбляв сноубординг, дайвінг, снорклінг, ходив в похід на байдарках, мав досвід рафтингу та багато всього іншого. В підлітковому віці займався руфінгом та боксом. Своє вісімнадцятиріччя святкував у Грузії, куди дістався автостопом. 

Коли Андрію виповнилося 18, пішов до військкомату та уклав контракт на проходження служби в лавах ЗСУ.    
"...пройшов комісію і поставив нас (батьків) перед фактом, що підпише контракт. Захотів бути розвідником. Дружині тоді дзвонив командир, казав: «Одне ваше слово – і відправлю його назад додому. Люди різні приходять, у кожного своя ситуація в родині, щоб не плакали потім тут мені під воротами». А син передзвонює і каже «Якщо ви не дасте згоди, я піду в Правий сектор чи ще кудись, де вас і не питатимуть». Тому ми змирилися", – розповів Олександр, батько захисника. 
Тож 2016 по 2019 брав участь в АТО та ООС в лавах 58 ОМПБр розвідником, військове звання старший солдат. Пройшов курс підготовки інструкторів з виживання від іноземних партнерів України. Воював на Донеччині та Луганщині.    
"Мені й зараз хлопці телефонують, його побратими. Він умів з усіма знаходити спільну мову, попри те, що він на той час був 18-річним хлопцем, а там були дорослі чоловіки років під 50. Пройшов шлях від розвідника до командира БМП, має нагороди та медалі". – сказав батько захисника.    
В вересні 2021 р. одружився. Займався вантажоперевезеннями та крок за кроком розвивався в цій сфері, так за рік роботи пересів з маленького пікапа на велику вантажівку.    
Після повномасштабного вторгнення РФ в Україну 24 лютого 2022 знов став на захист батьківщини вже в лавах 95 ОДШБр (гранатометник). Спочатку їх перекинули під Горлівку, потім – у Солодке. В телефонній розмові з мамою та сестрою сказав "Я біля нашого справжнього дому."    

Загинув на світанку 21 березня 2022 р в бою біля с. Солодке Донецька області недалеко від села Оленівка де народився. Похований на Лісовому кладовищі на Алеї Героїв м. Київ. 
«Син дуже любив солодке – торти, цукерки та всяке таке. І так вийшло, що у селі з такою назвою загинув. Неподалік – населені пункти де він народився, ріс і навчався», – сказав батько захисника, Олександр. 
У Андрія залишилися батьки, сестра та дружина.

### Родовід

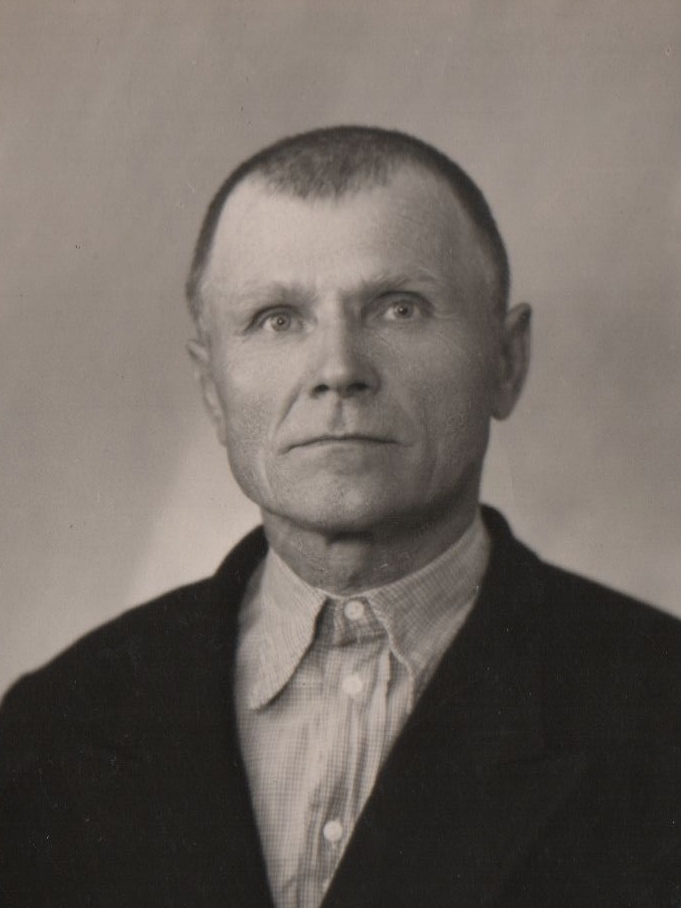
Прадід Андрія - Вдовенко Адам

Андрій правнук Адама Самійловича Вдовенка, який з 1917 по 1922 рік боровся за самостійну Україну разом з іншими добровольцями Холодного Яру. Його бойовим побратимом був Юрій Горліс-Горський – автор історико-документального роману «Холодний яр» із псевдо Залізняк. А в часи німецької окупації, у 1942-1943 роках, Адам Вдовенко був старостою села Трушівці Чигиринського району. І був він настільки людяним і справедливим, що радянська влада ледве зліпила йому звинувачення після повернення на українські землі.
А ще, після повернення в Трушівці радянської влади в грудні 1943 року, своєму синові Михайлу, якому на той час було дев’ятнадцять, Адам Вдовенко сказав: «Іди, синок, визволяй Батьківщину». І сам на суді, коли йому дали останнє слово, заявив: «Прошу суд направити мене на фронт». У 1933 році родина Адама Вдовенка з Трушівців втекла від голоду й репресій на Донбас. 

## Нагороди
- Орден «За мужність» III ступеня (2022, посмертно); [5][6]

- Відзнака Президента України «За участь в антитерористичній операції»;
- Відзнака Київського міського голови «Медаль «Честь. Слава. Держава»[7];
- Почесний нагрудний знак «За сумлінну службу»;
- Медаль «Захисникам Вітчизни»;
- Нагрудним знаком - почесною відзнакою командира 58 ОМПБр "За вірність присязі".

## Вшанування памʼяті
- Похований в м. Київ на Лісовому кладовищі на Алеї Героїв. Проєкт пам'ятника Андрію робив український скульптор - Олесь Сидорук.
- Фото на стенді приуроченому Героям російсько-української війни в Корсунь-Шевченкiвському державному iсторико-культурному заповiднику. Андрій має родинне коріння на Черкащині. Сім'я по батьковій лінії з Трушівців, на Чигиринщині, а по материній лінії з с. Корнилівка Корсунь-Шевченківського району, рідні живуть там і зараз, тому Андрій з малечку приїздив в Корлинівку.
- Фото на стіні пам'яті полеглих захисників в російсько-українській війні розташована на мурах Михайлівського Собору в місті Києві.
- Публікації в газетах Надросся та Незборима нація.